# Hotellings Gesetz
Hotellings Gesetz ist in der Volkswirtschaftslehre ein nach Harold Hotelling benanntes Theorem, wonach rational handelnde Produzenten versuchen, ihre Produkte so ähnlich wie möglich im Vergleich zu ihren Wettbewerbern zu gestalten.

## Allgemeines
Außerhalb der Rechtswissenschaft (hier gibt es formale Gesetze) spricht man in den übrigen Wissenschaften von einem Gesetz, wenn aus einer Theorie orts-, zeit- und kulturunabhängige allgemeingültige Aussagen abgeleitet werden, die weltweit dauerhaft gelten. Naturgesetze als stärkste Form sind in der Naturwissenschaft ausnahmslos geltende Regeln für den Ablauf des Geschehens. In den Geisteswissenschaften kann es jedoch zu Ausnahmen kommen, auch können Gesetze später durch dauerhafte Verhaltensänderungen der Wirtschaftssubjekte falsifiziert werden, was auf Hotellings Gesetz teilweise zutrifft.

## Inhalt
Harold Hotelling formulierte 1929 das nach ihm benannte Gesetz der minimalen Differenzierung. Es besagt, dass sich die Wettbewerber immer ähnlicher werden und ihre – vergleichbaren – Produkte einander angleichen, und zwar hinsichtlich Produktqualität, Standort und anderer wesentlicher Komponenten.
Die Angleichung erfolgt durch eine Anpassung im Produktionsprozess. Dabei muss die Produktgestaltung auf die Produktdifferenzierung zurückgreifen. Das Gesetz betrifft deshalb beide Arten der Produktdifferenzierung. Es gilt deshalb nicht nur bei der Standortwahl, sondern auch bei der Produktstrategie.
Bietet beispielsweise Eisverkäufer A nur Schokoladeneis an und Eisverkäufer B nur Zitroneneis zum gleichen Preis am selben Standort, so wird die Nachfrage von den Präferenzen bestimmt. Führen diese dazu, dass wesentlich mehr Kunden das Zitroneneis bevorzugen, wird A auf Zitroneneis umstellen. Diese Umstellung ist eine Produktdifferenzierung, weil er die Geschmacksrichtung des Speiseeises verändert hat und das Schokoladeneis weiterhin anbietet. Nimmt er das Schokoladeneis aus dem Programm, liegt eine Produktvariation vor.

## Beispiel
Dieses Eisverkäufer-am-Strand-Problem beschreibt Hotellings Gesetz anhand des Standortfaktors und illustriert mögliche Strategien zweier Anbieter bei der Suche nach dem optimalen Standort. In einer Marktwirtschaft mit Wettbewerb stellt sich dabei heraus, dass das Endergebnis wäre, dass beide Eisverkäufer so nah wie möglich zusammenrücken.

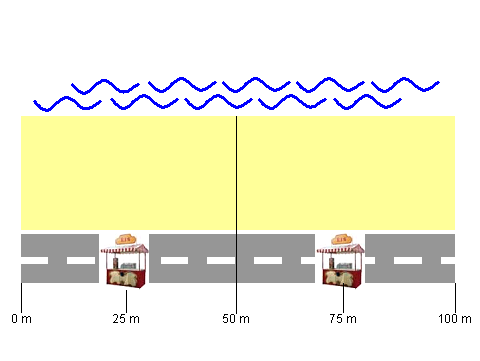
Ausgangssituation: Beide Eisverkäufer befinden sich jeweils in der Mitte ihrer Hälften

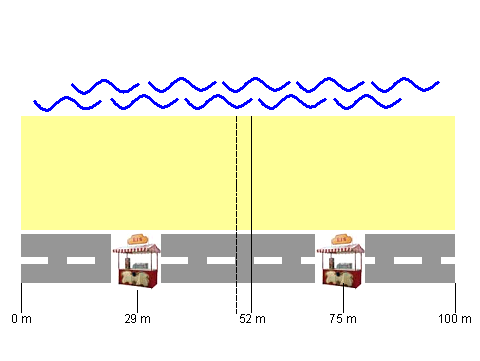
Aktion: Der linke Eisverkäufer wandert nach rechts

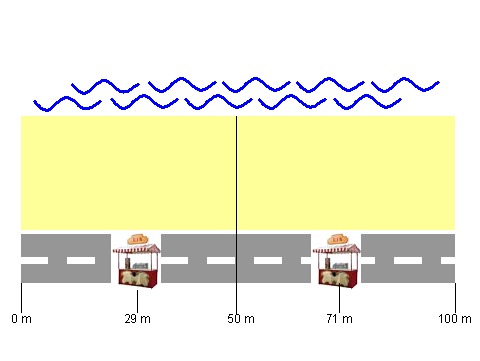
Reaktion: Der rechte Eisverkäufer wandert nach links

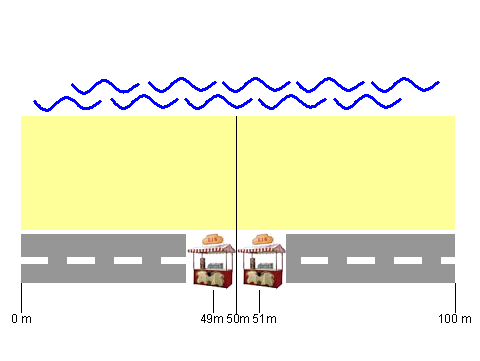
Endergebnis bei Konkurrenz: Beide Eisverkäufer verkaufen in der Strandmitte

Ein Strand von 10 m Breite und 100 m Länge sei im Osten und Westen durch Felsen begrenzt, im Norden durch das Meer und im Süden durch eine Uferpromenade. An diesem Strand gibt es genau zwei Eisverkäufer mit je einem mobilen Eisverkaufsstand, der aber nur längs der Uferpromenade bewegt werden kann, nicht im Sand. Der Strand ist gleichmäßig mit Badegästen gefüllt. Beide Eisverkäufer bieten das gleiche Eis zum gleichen Preis an. Gesucht ist die optimale Position beider Eisverkäufer.

## Lösung bei Kartell/Abstimmung
Die beiden Eisverkäufer wären optimal positioniert, wenn sie gleich große Einzugsgebiete hätten und so möglichst jeden Strandgast bedienten. Dafür gibt es genau die folgende Lösung:
Eisverkäufer {\displaystyle E_{1}} positioniert sich {\displaystyle x} Meter vom westlichen Rand entfernt, Eisverkäufer {\displaystyle E_{2}} positioniert sich auf {\displaystyle 100-x} Meter. Beide haben jeweils 50 m Strand als ihr Einzugsgebiet. Das liegt daran, dass alle Badegäste aus dem Einzugsgebiet für {\displaystyle E_{1}} es näher zu {\displaystyle E_{1}} haben als zu {\displaystyle E_{2}}. Alle Badegäste aus dem Einzugsgebiet für {\displaystyle E_{2}} haben es näher zu {\displaystyle E_{2}} als zu {\displaystyle E_{1}}. Das Ganze funktioniert aber nur, wenn beide Eisverkäufer sich absprechen und ihre Absprache einhalten.
Als Beispiel sei hier {\displaystyle x=25} genommen: {\displaystyle E_{1}} steht auf 25 m, {\displaystyle E_{2}} auf 75 m. (Dann haben die Strandgäste insgesamt gesehen die kürzesten Wege, was aber für das Problem keine Rolle spielt.)

## Lösung bei Konkurrenz
Wenn man davon ausgeht, dass beide Eisverkäufer {\displaystyle E_{1}} und {\displaystyle E_{2}} sich abgesprochen haben und sich anfangs auf ihrer optimalen Position befinden, wird eventuell, weil sie eigentlich in Konkurrenz zueinander stehen, sich in Eisverkäufer {\displaystyle E_{1}} folgender Gedankengang abspielen: „Wenn ich mich ein bisschen mehr in Richtung {\displaystyle E_{2}} bewege, dann wird mein Einzugsgebiet größer. Denn dann ist der Weg zu mir für mehr Badegäste als vorher kürzer. Er wird es schon nicht merken.“ Am nächsten Tag befindet sich E1 nicht mehr auf 25 m, sondern auf 29 m:
An diesem Tag, an dem sich {\displaystyle E_{1}} auf 29 m befindet und {\displaystyle E_{2}} auf 75 m, liegt die Mittellinie zwischen ihnen nicht mehr bei 50 m, sondern bei 52 m. Das heißt, dass das Einzugsgebiet von {\displaystyle E_{1}} nicht mehr 50 m, sondern 52 m lang ist. Das Einzugsgebiet von {\displaystyle E_{2}} ist nicht mehr 50 m, sondern nur noch 48 m lang. Entsprechend weniger Kunden erhält {\displaystyle E_{2}}.
Spätestens jetzt merkt {\displaystyle E_{2}}, dass es wahrscheinlich wichtig ist, selbst ein bisschen mehr in Richtung {\displaystyle E_{1}} zu rücken, um das eigene Einzugsgebiet (wieder) zu vergrößern. Also rückt {\displaystyle E_{2}} am nächsten Tag in Richtung {\displaystyle E_{1}}:
An diesem dritten Tag hat sich die Mittellinie zwischen {\displaystyle E_{1}} und {\displaystyle E_{2}} entsprechend in Richtung {\displaystyle E_{1}} bewegt. {\displaystyle E_{2}} macht mehr Umsatz als {\displaystyle E_{1}}. {\displaystyle E_{1}} bemerkt, dass dies offensichtlich daran liegt, dass {\displaystyle E_{2}} seinen Strandabschnitt vergrößert hat. Also repositioniert sich {\displaystyle E_{1}}, um am folgenden Tag seinen Strandabschnitt zu vergrößern:
Dieses Spiel läuft einige Tage lang, bis sich die beiden Eisverkäufer in der Mitte treffen. Näher als ganz dicht zusammenrücken können sie nicht. Die Revierkämpfe hören also auf diese Weise auf. Das Einzugsgebiet der beiden Eisverkäufer ist wieder das gleiche wie am Anfang, keiner ist bevorteilt, es herrscht wieder ein „Gleichstand“, diesmal ist jedoch das Nash-Gleichgewicht erreicht.
Unter der Voraussetzung, dass es eine maximale Weglänge gibt, die die Badegäste bereit sind, für ihr Eis zurückzulegen, diese allerdings so groß ist und die Gäste so verteilt sind, dass sich an der oben vorausgesetzten Vorteilhaftigkeit der Entscheidung, sich zur Mitte zu bewegen, nichts ändert, ergeben sich folgende Konsequenzen:
- Für die Badegäste, die sich ganz am Rand des Strands befinden, ist der Weg zu den Eisverkäufern nun zu weit. Obwohl sie ein Eis kaufen wollen, werden sie sich keines kaufen, wenn sie dafür so weit durch den heißen Sand laufen müssen.
- Beide Eisverkäufer machen deswegen weniger Umsatz als vorher.

Ganz klar wäre die Situation, wie man sie am Anfang hatte, Pareto-optimal, sowohl für die Eisverkäufer als auch für die Badegäste. Aber die beschriebene Strategie der Eisverkäufer hat allen Beteiligten, außer den Kunden in der Mitte des Strandes, nur geschadet. Einen ähnlichen Prozess schildert das Braess-Paradoxon.
Unter der (zusätzlichen) Annahme, dass die Gesamtumsätze der Verkäufer sinken, weil die Kunden am Rand zu weit laufen müssten und lieber auf Eis verzichten, entsteht aus der Sicht der Verkäufer eine dem Gefangenendilemma ähnliche Situation. Sie unterscheidet sich aber insofern von diesem Modell, als die Entscheidungsvariable (Standort) kontinuierlich ist und nicht diskret („betrügen“ vs. „kooperieren“). Nimmt man an, dass der Gesamtumsatz konstant bleibt, gibt es keine Parallele zum Gefangenendilemma, sondern nur eine Verschlechterung der Zugangsbedingungen für die Kunden.

## Bedeutung des Modells und Kritik
Das Modell dient der Illustration der Frage nach der optimalen Standortsuche unter marktwirtschaftlichen Bedingungen. Oft wird eingewandt, der Eisverkäufer würde bei der Wanderung nach rechts mehr Kunden auf der linken Seite verlieren, als er auf der rechten Seite gewinnen kann. Je nach Kundenverhalten ist dies jedoch nicht zwingend der Fall. Die Neue Institutionenökonomik befasst sich mit Problemen wie diesem und bietet Lösungen über die Einführung von Institutionen.

## Ergänzung: All down | All up
Mit Bezug auf die ökonomische Wohlfahrt gibt es noch die Betrachtung von Ereignissen bei Veränderungen von relevanten Faktoren in dem Modell.
Annahme: Wenn bei mehreren Anbietern sich bei einem Anbieter der Preis senkt, kann dieser seinen Absatzmarkt vergrößern. Daraus resultiert, dass dieser einen Teil des Absatzmarktes, den er vor der Preisveränderung sich mit einem anderen Anbieter teilte, zu eigen macht.
- Der Anbieter mit dem gleichbleibenden höheren Preis hat nun einen Verlust von der Konsumentenrente, Produzentenrente und der gesamten Wohlfahrt zu verzeichnen – All down.
- Der Anbieter mit dem neuen Preis, der nun unter dem alten liegt, kann seine Produzentenrente, seine Konsumentenrente und die gesamte Wohlfahrt erhöhen – All up.

## Sonstiges
Das Gesetz galt 1979 als überholt, doch wurde es 1982 durch neue Ansätze teilweise rehabilitiert.